# Katsuura (Tokushima)
Katsuura (勝浦町 Katsuura-chō?) es un pueblo localizado en la prefectura de Tokushima, Japón. En junio de 2019 tenía una población estimada de 4.953 habitantes y una densidad de población de 70,9 personas por km². Su área total es de 69,83 km².

## Geografía

### Localidades circundantes
- Prefectura de Tokushima
  - Anan
  - Kamikatsu
  - Komatsushima
  - Naka
  - Sanagōchi
  - Tokushima

## Demografía
Según los datos del censo japonés, esta es la población de Katsuura en los últimos años.
| 1995  | 2000  | 2005  | 2010  | 2015  |
| ----- | ----- | ----- | ----- | ----- |
| 7.067 | 6.736 | 6.303 | 5.765 | 5.301 |